# ニナ・ニコリーナ
ニナ・ニコリーナ（ブルガリア語:Нина Николина / Nina Nikolina、1975年6月25日 - ）、ブルガリア北西部の町ヴラツァ出身の歌手。

## アルバム
- Nina Nikolina (1996)
- Slanchogled (1999)
- S otvoreni ochi (2001)
- Tri tajni (2002)